# Palacio Provincial de Guipúzcoa
El Palacio Provincial de Gupúzcoa, o Palacio de la Diputación Foral de Guipúzcoa, es una edificio de estilo Segundo Imperio de la ciudad española de San Sebastián que alberga la Diputación Foral de Guipúzcoa. Está situado en la plaza de Guipúzcoa.

## Historia
Con un diseño global del conjunto realizado por el arquitecto municipal José Goicoa, se planteó como tres edificios con una fachada: el ala derecha es obra de Ramón Múgica, para Hacienda; la parte central es obra de Lorenzo de Arteaga y Manuel de Urcola, para el Gobierno Civil; el ala izquierda de Manuel de Orcola, para la sede de la Diputación. La fachada principal recuerda a la Ópera de París, obra de Charles Garnier.
Se terminó de proyectar en 1878 y de construir en 1885; un incendió destruyó su interior, por lo que Adolfo Morales y Lluís Aladrén lo reconstruyeron, manteniendo en lo posible los elemento conservados, obra terminada en 1890.
Entre 1911 y 1958 la Diputación de Guipúzcoa obtiene la totalidad del edificio.

## Descripción

### Exterior
En su fachada principal, a la Plaza de Guipúzcoa, una planta baja de arcada de arcos de medio punto da paso a una planta principal, con ventanas enmarcadas y con frontones triangulares y circulares, siendo las de la siguiente planta solo enmarcados y estando los cuerpos laterales enmarcados por pilastras y el central con columnas, que dan paso al entablemente y sobre este, el ático con los bustos de guipuzcanos ilustres, cómo Andres de Urdaneta, Juan Sebastián Elcano, Antonio de Oquendo, Miguel López de Legazpi y Blas de Lezo en unos medallones, estando todo coronado por una mansarda, con el Escudo de Guipúzcoa.

### Interior
Destacan el vestíbulo, con la escalera y la vidriera de la Jura de los fueros por Alfonso VIII, el Salón de Sesiones, la Sala de Gobierno, el Despacho del Diputado General, la Biblioteca, la Sala de la Reina y el Salón de Recepciones.